# Elena (personagem)
Elena ou Elena Castillo Flores é uma personagem fictícia que aparece na 55ª animação do Walt Disney Animation Studios, Elena and the Secret of Avalor, e da série animada Elena de Avalor (2016). Ela é dublada por Aimee Carrero quando adulta, sendo também utilizada a voz de Hailey Hermida para as falas e canto quando ela era uma criança, respectivamente.
Criada pelos codiretores Craig Gerber e John Pomeroy, Elena foi baseada totalmente na cultura latina mexicana. Na adaptação para o filme da Disney, Elena é a princesa de Avalor, um reino mexicano ficcional. Ela também é a irmã mais velha da Princesa Isabel (Jenna Ortega), ela é a herdeira do trono e em seu aniversário de 15 anos, seu reino foi atacado por Shuriki, uma feiticeira que possuía o desejo de governar Avalor, ela matou o Rei e a Rainha, e prendeu Elena dentro do colar mágico dado por seus pais de aniversário. Quando o colar foi dado a Princesa Sofia, e ela já estava já preparada, Elena pede (de alguma forma) que o antigo feiticeiro real Alacazar, chame Sofia e peça que ela vá para Avalor para libertar Elena do colar, e salvar o Reino de Avalor.
Antes de Elena ser criada, a Disney queria que a Princesa Sofia fosse na verdade, a primeira princesa latina. No entanto após o lançamento da série, muitas pessoas reclamaram que Sofia não possuía traços latinos, e que sua cultura também não tinha nada a ver com a cultura latina.
Elena recebeu críticas positivas dos críticos de cinema, que elogiaram que Elena representava bem a cultura latina, e que agora garotas latinas poderiam se identificar com ela.

## Desenvolvimento
A equipe de criação queria desenvolver uma história universal com temas que refletem as esperanças e sonhos da nossa audiência diversificada, vendo que a ideia de Sofia ser latina acabou não dando certo, Craig Gerber queria fazer de uma vez por todas uma princesa “totalmente” latina. Isso deixou a equipe ainda mais animados, já que agora teriam a oportunidade de usar animação e design visual diferentes para contar histórias maravilhosas, influenciadas por culturas e tradições conhecidas da população mundial de famílias hispânicas e latinas e reproduzir os interesses e aspirações de todas as crianças por meio de um conto de fadas clássico.
Como em qualquer programa da Disney, eles queriam que as histórias de “Elena de Avalor” fossem criadas a partir de um currículo estabelecido que contribua para diversas áreas do desenvolvimento da criança: física, emocional, social e cognitiva, reflexiva e criativa, além de desenvolver a moral e a ética. Criada para crianças de 2 a 7 anos de idade e seus familiares, as histórias seriam projetadas para transmitir mensagens positivas e lições de vida, que são aplicáveis às crianças menores, sobre liderança, persistência, diversidade, compaixão e a importância da família e das tradições familiares.
Eles queriam criar Elena para ser um exemplo de jovem líder e que tambêm ensinasse por meio dos desafios que vai enfrentar em busca de amadurecimento. Eles queriam destacar a semelhança da cultura da princesa com os hábitos dos países latinos. As crianças latino-americanas iriam se enxergar na personagem. Elena se veste como elas, dança como elas, vive em um ambiente semelhante ao delas. E para eles, isso seria muito importante para criar afinidades.
Além da música e dos hábitos, eles queriam que o figurino da princesa representasse bastante Elena e a cultura latino, por isso escolheram que suas roupas seriam criadas pela designer brasileira Layana Aguilar, que queria que a roupa de Elena refletisse suas origens e tivesse várias referências à cultura latina. Elena usa vestido feito com 14 jardas de cetim carmesim e bordado com mais de 900 flores, que representam o seu reino e a sua família. Já sua coroa tem 222 pedras e joias.

### Voz
Em janeiro de 2015, foi anunciado que Aimee Carrero iria dar voz a princesa Elena, na primeira série latina de conto de fadas de princesas do Disney, Elena e o Segredo Avalor.  De acordo com o comunicado de imprensa da Disney, os episódios de Elena de Avalor serão “guiados por um currículo estabelecido que nutre múltiplas áreas do desenvolvimento infantil: físico, emocional, social e cognitivo; habilidades de pensamento e criatividade, bem como desenvolvimento moral e ético”. A rede continuou a dizer: “as histórias são concebidas para comunicar mensagens positivas e lições de vida que são aplicáveis às crianças sobre liderança, resiliência, diversidade, compaixão e a importância da família e das tradições familiares”.
Em uma entrevista Aimee diz que em uma vez no West Kendall, ela se divertiu vendo as princesas da Disney, especialmente Bela e Mulan.  Mas naquela época, ela sabia que faltava algo. Não havia nenhuma princesa de cabelo e olhos marrons que parecia e falasse como ela e suas amizades.
Aimee também disse que sabe que é uma grande responsabilidade cumprir o compromisso que a Disney lhe deu, e que isso com certeza mudará sua vida, mas diz que tem orgulho de fazer parte dessa história, na qual poderemos ver a forma como Elena se prepara para assumir seu reino, desenvolvendo compaixão, resistência e consideração, virtudes de grandes líderes e que destacam a importância dos laços e tradições familiares, algo muito típico da cultura latina.

## Aparições

### Elena and the Secret of Avalor
Em Avalor, a princesa herdeira Elena apresenta a varinha quebrada da bruxa Shuriki para sua amiga Naomi. Ela conta como a princesa Sofia salvou ela e o reino.
Enquanto frequentava a escola em Enchantia, Sofia tem uma visão de Shuriki assassinando os pais de Elena, o Rei Raul e a Rainha Lúcia, quando seu amuleto a convoca para a biblioteca secreta do castelo. Um livro na biblioteca se transforma no mago Alacazar, que explica como Elena possuía originalmente o amuleto de Sofia. O amuleto foi dado a Elena em seu aniversário de 15 anose salvou sua vida puxando-a para dentro quando Shuriki a atacou após assassinar seus pais. Alacazar, que era o mago real de Avalor na época, procurou durante 41 anos por uma princesa especial que pudesse ajudá-lo a libertar Elena, eventualmente se transformando em um livro na biblioteca do Castelo Enchantian e colocando o amuleto no castelo para esperar pelo certo princesa. Sofia concorda em ajudá-lo e convence a família a passar as férias de verão em Avalor e a fazer um acordo comercial lá também.
Ao chegar, Sofia fica horrorizada ao saber que eles encontrarão Shuriki como uma formalidade e percebe que a multidão está descontente. Onças aladas conhecidas como jaquins atrapalham a festa de boas-vindas e concordam em ajudar Sofia depois que ela explica sua missão. Eles a levam para a antiga casa de Alacazar para conhecer seu neto bruxo, Mateo. Ele convoca o guia espiritual de Alacazar, Zuzo, que diz a Sofia para pegar a varinha de Shuriki, que ela usa durante uma dança. Avisando os irmãos para se esconderem, Sofia encontra Mateo e os jaquins no templo Maruviano. Ela magicamente se transforma em uma sereia e coloca seu amuleto e a varinha de Shuriki em uma estátua subaquática, libertando Elena do amuleto. Contra as objeções do grupo, Elena insiste em confrontar Shuriki sozinho com a varinha da bruxa.
No palácio, Elena confronta Shuriki na sala do trono, revelando como Shuriki usurpou o trono para a família de Sofia. Elena tenta explodir Shuriki com sua varinha, mas devido à interferência de um guarda, o feitiço ricocheteia e explode uma tapeçaria que revela uma pintura encantada dos avós maternos de Elena, Francisco e Luisa, e de sua irmã mais nova, Isabel. Shuriki revela que Alcazar colocou a irmã e os avós de Elena dentro da pintura para salvá-los e ela é imune à sua magia. Ela também explica que seu Chanceler Esteban é primo de Elena. Skylar, um dos Jaquins, resgata Elena enquanto Shuriki joga a família de Sofia na masmorra. Depois de se reagruparem na casa de Alacazar, Sofia, Elena e Mateo voltam furtivamente ao castelo, recrutam o chefe do castelo, Armando, e libertam sua família. Luna, outra dos Jaquins, cria uma distração e ataca Shuriki, tempo suficiente para Mateo entrar furtivamente e libertar a família de Elena da pintura com magia. O grupo escapa e reúne os cidadãos de Avalor contra Shuriki, dominando os guardas e invadindo o palácio. Esteban rouba a varinha de Shuriki e a dá para Elena, que a quebra, destruindo a fonte de seu poder. Com sua magia perdida, Shuriki envelhece rapidamente e cai da ponte do palácio, mas consegue sobreviver.
Elena assume seu lugar como Princesa Herdeira de Avalor e dá seu amuleto para Sofia. Esteban a anuncia como a princesa herdeira da terra, Sofia relata seu sucesso a Alacazar em Enchantia, que lhe dá um vestido novo. No presente, Elena e Naomi decidem trancar os pedaços quebrados da varinha de Shuriki no tesouro.

### Elena de Avalor
A Princesa Elena Castillo Flores  foi libertada do Amuleto de Avalor pela Princesa Sofia e salvou seu reino mágico de Avalor da malvada feiticeira Shuriki. Como ela ficou presa no amuleto por 41 anos enquanto Shuriki governava o reino, ela agora deve aprender a governar como sua princesa herdeira. Por ter apenas 16 anos, ela deve seguir a orientação de um Grande Conselho, composto por seus avós, o primo mais velho, o Chanceler Esteban, e uma nova amiga, Naomi Turner. Elena também conta com sua irmã mais nova, Isabel, seus amigos, o mago Mateo, e o tenente da Guarda Real, Gabe, um espírito animal chamado Zuzo, e um trio de criaturas voadoras mágicas chamadas Jaquins para orientação e apoio.
Na 1ª temporada, Elena se ajusta à sua nova vida como princesa herdeira, enquanto aprende a dominar o poder de seu cetro. No final da temporada, Elena descobre com Quita Moz dos Sunbird Oracles que em breve enfrentará a escuridão e será testada em sua bravura e liderança; se ela falhar, ela nunca se tornará rainha.
Elena passa a 2ª temporada se preparando para seu teste enquanto enfrenta simultaneamente Victor e Carla Delgado, que se uniram a Shuriki, que tem seus poderes restaurados. Ela também faz amizade com as Sirenas de Nueva Vista e pede a ajuda delas para derrotar Shuriki.
Na 3ª temporada, é revelado que o primo de Elena, Esteban, participou da aquisição original do reino por Shuriki, mais de 41 anos antes, e é banido do reino. Enquanto isso, Elena recebe novos poderes baseados em emoções depois de cair em um poço de cristal em Takaina. Ela passa a temporada se preparando para sua coroação como rainha, aprendendo a controlar sua magia emocional e enfrentando a perversa matriarca dos Delgados, Ash.
As aventuras de Elena a levam a compreender que seu novo papel exige consideração, resiliência e compaixão, características de todos os líderes verdadeiramente grandes.

### Outras aparições
No dia 11 de Agosto de 2016, Elena teve sua cerimónia de coroação em um parque da Disney, na Disneyland Paris, aonde ela foi recebida por Cinderela e o Príncipe Encantado. A partir disso, Elena ficou disponível para tirar fotos e conversar com as pessoas no Disney Princess Fairytale Hall, no Royal Hall in Fantasy Faire e no Akershus Royal Banquet Hall — Princess Storybook Restaurant nos parques da Disney. Elena também pode ser vista andando junto das Princesas Disney nos parques e em atrações, aonde ela está disponível para tirar fotos e conversar com as pessoas.
Elena foi lançada no Disney Emoji Blitz como um personagem jogável raro.
Em 20 de Abril de 2016, o instagram oficial da Disney Princesa começou a fazer publicações de Elena junto das outras princesas oficiais. Em 06 de Agosto de 2016, Elena participou da canção da franquia “Live Your Story”, e posteriormente participou da campanha “Dream Big, a Princess”. Atualmente Elena participou da “World Princess Week” e da “After Dark Princess Nite”.

## Recepção
Elena foi recebida de forma muito positiva pela maioria dos críticos. Peter Debruge do Variety disse que ela é “uma princesa muito importante, por causa de sua representatividade.” e disse que “Elena alêm de ser uma típica princesa clássica, ela trás representatividade e tem seu próprio estilo aventureiro”. Rebecca C. Hains, autora de “O problema da princesa: guiando nossas meninas através dos anos obcecados por princesas”, diz que Elena, a mais nova membra da corte real da Disney ganha pontos por seu heroísmo.   Lisa Navarrete, porta-voz do Conselho Nacional de La Raza disse “Já era hora de a Disney ter uma princesa latina”.  Alex Nogales, presidente da CEO da National Hispanic Media Coalition disse  “Mesmo que não seja a maior prioridade para uma organização de direitos civis, é importante que as meninas se vejam na tela”.  Nancy Kanter, vice-presidente executiva e gerente geral da Disney Junior Worldwide disse  “É definitivamente uma demonstração de quão importante o projeto é, não apenas para nós do Disney Channel, mas para a empresa em geral”. Teresa Jusino do Hola! disse “Estou emocionado que isso esteja acontecendo, ao mesmo tempo que estou desapontado por ter demorado tanto, considerando o tamanho da comunidade Latina. Pela aparência do trailer, Elena parece uma personagem ótima e divertida, e como se ela fosse um modelo digno para jovens latinas, ensinando-lhes a importância de defenderem a si mesmas e a quem amam, a importância da família, e até mesmo lições mais “progressivas”, como: As meninas podem ser amigas dos meninos sem envolver romance”. Eva Recinos do Bitch Media disse “Como a maioria das meninas que cresceram nos Estados Unidos, com acesso à televisão e pais que as mimavam, assistia muitos filmes da Disney quando criança. E embora eu adorasse os dramas, as cantigas e as criaturas mágicas da madrasta da Disney, havia outra coisa que tirei das histórias de princesa: eu me sentia inadequada em minha diferença. Meu tom de pele era diferente das princesas que eu idolatrava. Um dia, até entrei na garagem para tentar roubar a tinta branca do meu pai para poder me pintar de uma cor diferente. Achei que isso me deixaria mais bonita, como a Branca de Neve. Aos 8 anos, eu teria me apaixonado por Elena instantaneamente. Aos 24 anos, sou um pouco mais cético. No entanto é emocionante ver alguém com um tom de pele mais moreno retratado como um personagem da Disney em uma posição real”.  Newark da NEWS disse “Tenho 22 anos e me formei na faculdade. Enquanto crescia, nenhuma das princesas da Disney, Barbies, bonecas ou qualquer boneca com a qual brinquei realmente se parecia comigo. Eu adorava Jasmine (a princesa de “Aladdin”) em parte porque ela era a princesa que mais se parecia com minha aparência. Tenho olhos castanhos, cabelos castanhos e pele bronzeada.  Então, quando a Disney anunciou que estaria lançando Elena de Avalor, a nova latina princesa inspirada na cultura em algum momento de 2016, eu pulou de alegria”.
Elena foi considerada junto da Tiana, a princesa que trouxe mais representatividade na Disney nestes últimos anos, por isso sua fantasia é exposta na Smithsonian Museum of American History.